# Jacintias

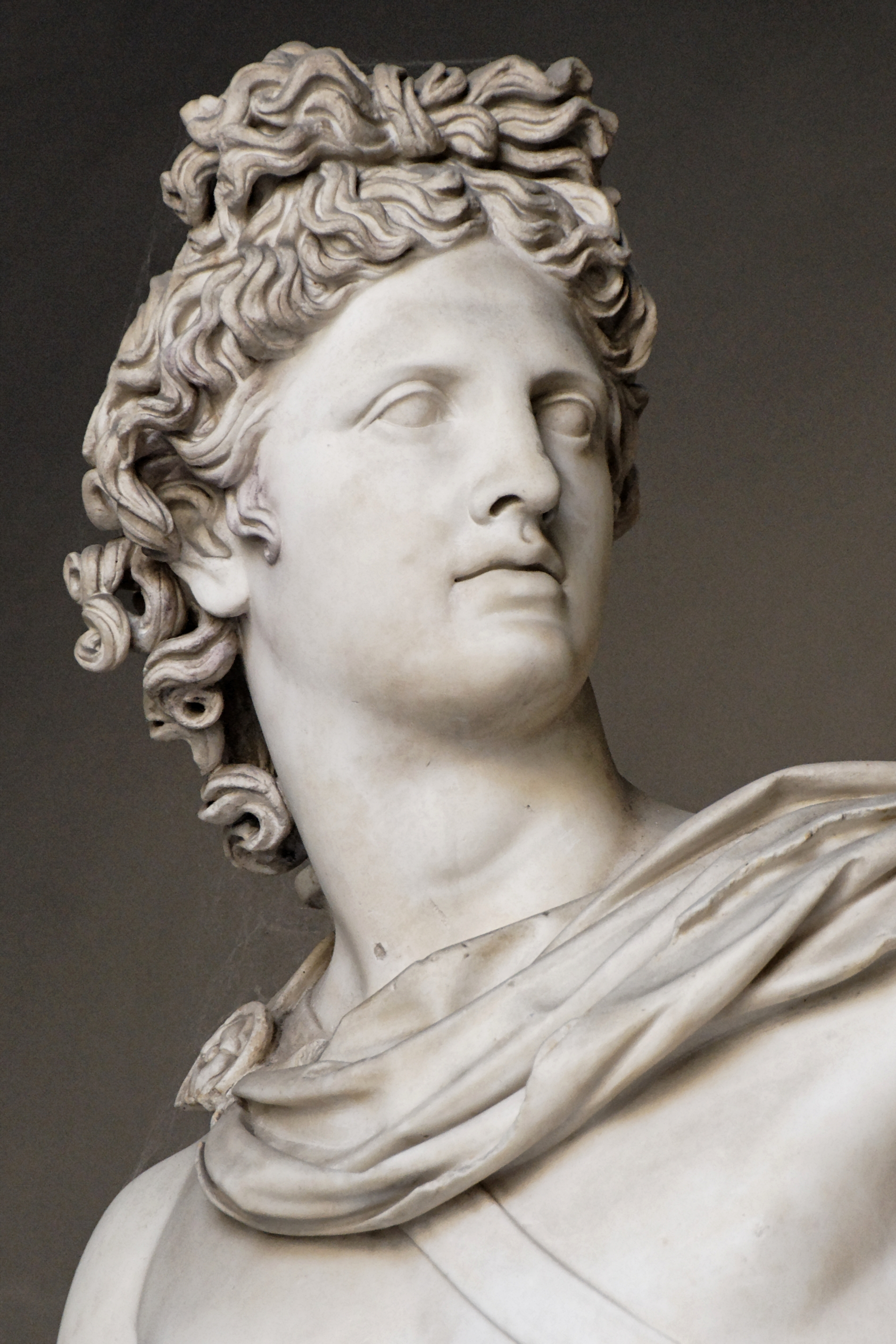
Apolo de Belvedere (Museos Vaticanos).

Las Jacintias (en griego Ὑακίνθια, Hyakínthia) eran unas festividades religiosas espartanas, organizadas en Amiclas todos los años, en mayo-junio.
Se celebraban en honor de Jacinto, joven amado de Apolo y muerto accidentalmente por él durante un concurso de lanzamiento de disco. Sobre su tumba habría florecido un jacinto. Es claramente una metáfora de la renovación de la vegetación, como en el culto de Adonis.

## Desarrollo
Las Jacintias duraban tres días. Su desarrollo es conocido por escoliastas como Ateneo. El primer día está consagrado al duelo: eran ofrecidos sacrificios a los muertos, sin peán ni acaba en un banquete; los panes sacrificiales eran muy simples.
El segundo día era un día de celebración. Los jóvenes tocaban la cítara y el aulos, y cantaban a la gloria de Apolo. Otros participaban en concursos hípicos. Numerosos coros rivalizaban en la ciudad, cantando cantos del país y bailando. Amiclas era también el teatro de desfiles de carros decorados por las jóvenes y las mujeres de Esparta. Eran ofrecidos sacrificios con ocasión de la griego κοπίς, kopís, banquete en el que los ciudadanos invitan a sus familiares y parientes. Los Ilotas tenían derecho a tomar parte en los festejos, incluso los extranjeros: « se agasaja no sólo a los llegados de nuestra tierra, sino también a los extranjeros que se hallan presentes.» La kopis se desarrollaba bajo tiendas (griego σκηναί, skênaí), rasgo característico de las fiestas campestres arcaicas.
El tercer día no está descrito con precisión, es probable que fuera el más solemne, a semejanza del primer día. Se sabe por otro lado que para esta fiesta, las mujeres de Esparta tejían un quitón (griego χιτών, khitôn, «túnica») que es ofrecido luego al dios; tradición similar al peplo ofrecido a Atenea, en Atenas, durante las Panateneas.
Las Jacintias eran fiestas muy importantes en Esparta. Jenofonte, en las Helénicas (IV, 5, 11), relata que los espartanos interrumpían sus campañas militares para poder regresar a Laconia y participar en ellas. Pausanias escribe que incluso concluían un día de tregua. Según Tucídides, durante la paz de Nicias, Atenas, para mostrar a Esparta su buena voluntad, prometió asistir a las Jacintias.